# Vacquerie-le-Boucq
Vacquerie-le-Boucq ist eine französische Gemeinde mit 70 Einwohnern (Stand 1. Januar 2022) im Arrondissement Arras des Départements Pas-de-Calais. Sie liegt im Kanton Saint-Pol-sur-Ternoise und ist Mitglied des Kommunalverbandes Ternois.
| Conchy-sur-Canche |         | Boubers-sur-Canche |
|                   | Kompass |                    |
| Boffles           |         | Fortel-en-Artois   |

## Sehenswürdigkeiten

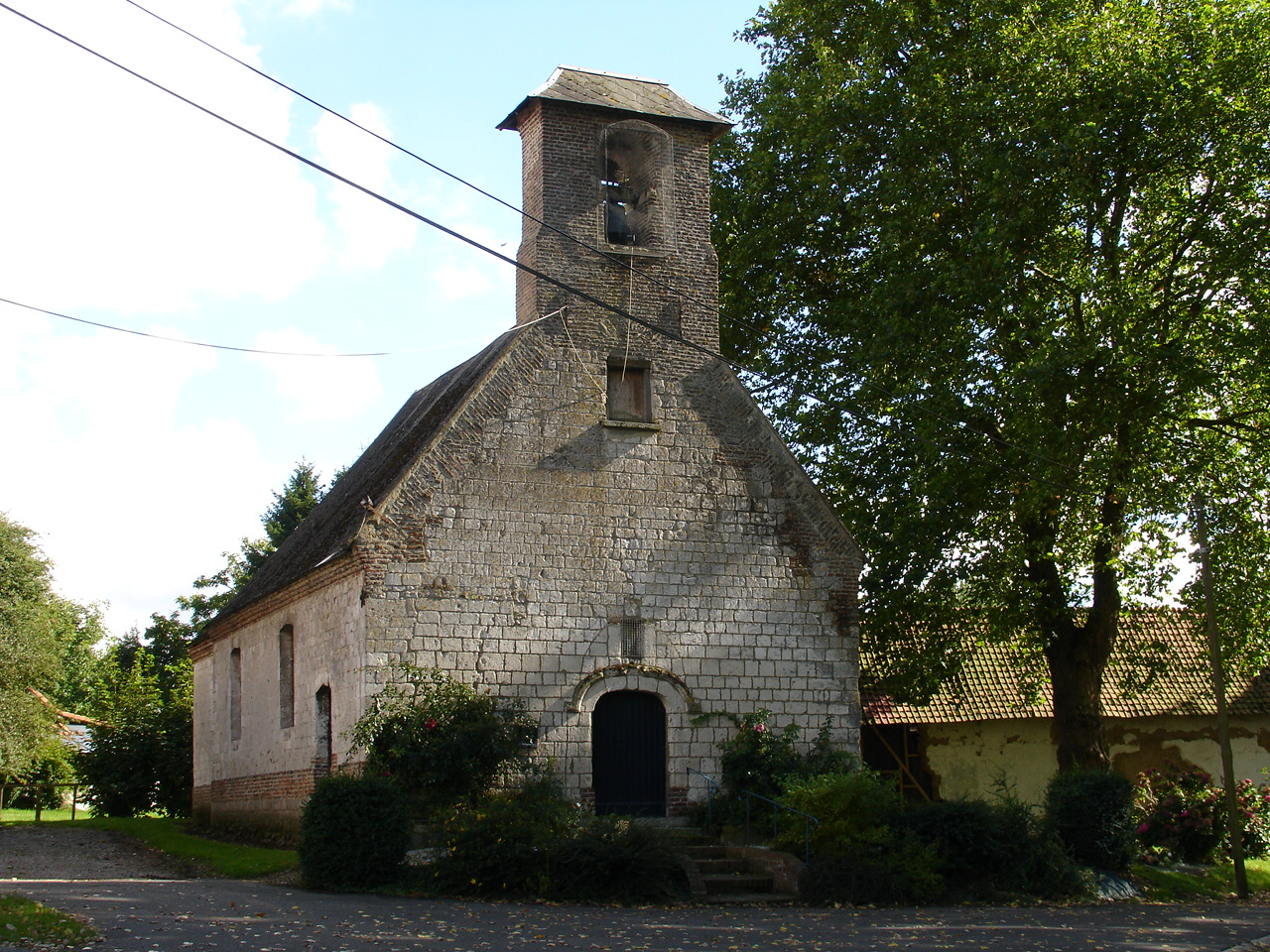
Kirche Notre-Dame